# Clayton Anderson
Clayton Conrad Anderson (Ashland, 23 februari 1957) is een voormalig Amerikaans ruimtevaarder. Zijn eerste ruimtevlucht was STS-117 met de spaceshuttle Atlantis en vond plaats op 8 juni 2007. Tijdens deze missie werden zonnepanelen (S3/S4 Truss), die gericht kunnen worden op de zon, naar het Internationaal ruimtestation ISS gebracht.
Anderson maakte deel uit van NASA Astronautengroep 17. Deze groep van 32 ruimtevaarders begon hun training in 1998 en had als bijnaam The Penguins. 
In totaal heeft Anderson twee ruimtevluchten op zijn naam staan, beiden naar het ISS. Tijdens zijn missies maakte hij zes ruimtewandelingen. In 2013 verliet hij NASA en ging hij als astronaut met pensioen. 